# Любомира Курхайцова
Любомира Курхайцова (словац. Ľubomíra Kurhajcová; нар. 11 жовтня 1983) — колишня словацька тенісистка.
Найвищу одиночну позицію світового рейтингу — 59 місце досягла 24 травня 2004, парну — 78 місце — 13 вересня 2004 року.
Здобула 4 одиночні та 3 парні титули туру ITF.
Завершила кар'єру 2008 року.

## Фінали турнірів WTA

### Одиночний розряд: 1 (поразка)
| Результат | Дата     | Турнір                        | Рівень | Покриття | Суперниця        | Рахунок  |
| --------- | -------- | ----------------------------- | ------ | -------- | ---------------- | -------- |
| Поразка   | Лис 2003 | Pattaya Women's Open, Таїланд | Tier V | Тверде   | Генрієта Надьова | 4–6, 2–6 |

### Парний розряд: 2 (поразки)
| Результат | Дата     | Турнір                                                | Рівень   | Покриття | Партнерка        | Суперниці                                     | Рахунок     |
| --------- | -------- | ----------------------------------------------------- | -------- | -------- | ---------------- | --------------------------------------------- | ----------- |
| Поразка   | Лип 2004 | Internazionali Femminili di Tennis di Palermo, Італія | Tier V   | Ґрунт    | Генрієта Надьова | Анабель Медіна Гаррігес Аранча Санчес Вікаріо | 3–6, 6–7(4) |
| Поразка   | Лют 2005 | Copa Colsanitas Santander, Колумбія                   | Tier III | Ґрунт    | Барбора Стрицова | Еммануель Гальярді Тіна Писник                | 4–6, 3–6    |

## Фінали ITF
| Легенда         |
| --------------- |
| турніри $50,000 |
| турніри $25,000 |
| турніри $10,000 |

### Одиночний розряд: 8 (4–4)
| Результат | Ранг | Дата            | Турнір                | Покриття | Суперниця               | Рахунок       |
| --------- | ---- | --------------- | --------------------- | -------- | ----------------------- | ------------- |
| Поразка   | 1.   | 17 червня 2001  | ITF Таллінн, Естонія  | Ґрунт    | Кая Канепі              | 6–7(4), 3–6   |
| Перемога  | 2.   | 21 серпня 2001  | ITF Марибор, Словенія | Ґрунт    | Катажина Стрончи        | 3–6, 7–5, 6–1 |
| Поразка   | 3.   | 17 вересня 2001 | ITF Лечче, Італія     | Ґрунт    | Айнхоа Гоньї            | 4–6, 0–6      |
| Перемога  | 4.   | 4 серпня 2002   | ITF Бриндізі, Італія  | Ґрунт    | Ленка Немечкова         | 7–6(2), 6–0   |
| Поразка   | 5.   | 18 серпня 2002  | ITF Бронкс, США       | Тверде   | Ешлі Гарклроуд          | 1–6, 3–6      |
| Перемога  | 6.   | 29 вересня 2002 | ITF Жирона, Іспанія   | Ґрунт    | Ева Фіслова             | 6–3, 7–5      |
| Перемога  | 7.   | 6 липня 2003    | ITF Орбетелло, Італія | Ґрунт    | Крістіна Торренс-Валеро | 7–5, 6–1      |
| Поразка   | 8.   | 13 червня 2004  | ITF Марсель, Франція  | Ґрунт    | Анабель Медіна Гаррігес | 7–5, 3–6, 3–6 |

### Парний розряд: 6 (3–3)
| Результат | Ранг | Дата            | Турнір                        | Покриття  | Партнерка             | Суперниці                          | Рахунок       |
| --------- | ---- | --------------- | ----------------------------- | --------- | --------------------- | ---------------------------------- | ------------- |
| Перемога  | 1.   | 4 жовтня 1999   | ITF Vila do Conde, Португалія | Тверде    | Станіслава Грозенська | Даниця Ковачова Карлота Сантуш     | 6–1, 6–2      |
| Поразка   | 2.   | 21 травня 2001  | ITF Софія, Болгарія           | Ґрунт     | Ленка Длгополцова     | Анна Бастрікова Марія Головизніна  | 3–6, 6–3, 2–6 |
| Поразка   | 3.   | 4 серпня 2002   | ITF Бриндізі, Італія          | Ґрунт     | Ленка Немечкова       | Флавія Пеннетта Андрея Ехрітт-Ванк | 3–6, 2–6      |
| Поразка   | 4.   | 16 вересня 2002 | ITF Люксембург                | Ґрунт     | Ева Фіслова           | Ева Мартінцова Ленка Немечкова     | 1–6, 4–6      |
| Перемога  | 5.   | 1 грудня 2002   | ITF Пругониці, Чехія          | Килим (i) | Сандра Клейнова       | Лібуше Прушова Рената Ворачова     | 7–6(12), 6–3  |
| Перемога  | 6.   | 21 вересня 2003 | ITF Б'єлла, Італія            | Ґрунт     | Лібуше Прушова        | Мартіна Мюллер Ленка Немечкова     | 6–2, 6–4      |